# یواس‌اس قار (ای‌ام‌اس-۴۶)
یواس‌اس قار (ای‌ام‌اس-۴۶) (به انگلیسی: USS Egret (AMS-46)) یک کشتی است که طول آن ۱۳۶ فوت (۴۱ متر) می‌باشد. این کشتی در سال ۱۹۴۳ ساخته شد.